# SJ G (II)
Die schwedische Dampflokomotivtype G (II) war eine Lokomotive für den schweren Güterverkehr und später für den schweren Rangierdienst.
Die G hatte ihren Ursprung in der Preußischen G 8.1. Diese war eine von Robert Garbe durchgeführte Weiterentwicklung der G 8 und wurde als „Verstärkte Normalbauart“ bezeichnet. Die G 8.1 war die am häufigsten gebaute Länderbahnlokomotive, für die Preußischen Staatseisenbahnen und für die Deutsche Reichsbahn wurden 4958 Exemplare hergestellt.
Auf schwedischen Schienen kamen neben 20 originalen G 8.1 weitere Lokomotiven in unterschiedlichen Unterbauarten zum Einsatz.

## Type G/Ga
Die schwedische Staatsbahn Statens Järnvägar bestellte 1916 20 Lokomotiven der Baureihe G 8.1 in Deutschland. Sie wurden allerdings erst 1918 als G.1408–G.1427 von Linke-Hofmann mit den Fabriknummern 1609–1628 geliefert. 
| Nummer | Fabrik-Nr. | abgegeben | an die Gesellschaft, dortige Nr.   | zurück an SJ | als     | ausgemustert | verschrottet |
| ------ | ---------- | --------- | ---------------------------------- | ------------ | ------- | ------------ | ------------ |
| G.1408 | 1609       | 1938      | TGOJ 68                            | 1957         | G2 1408 | 1973         | 1974         |
| G.1409 | 1610       | 1937      | TGOJ 64                            | 1957         | G2 1409 | 1973         | 1974         |
| G.1410 | 1611       |           |                                    |              |         |              |              |
| G.1411 | 1612       | 1938      | TGOJ 69                            | 1957         | G2 1411 | 1973         | 1974         |
| G.1412 | 1613       |           |                                    |              |         |              |              |
| G.1413 | 1614       |           |                                    |              |         |              |              |
| G.1414 | 1615       |           |                                    |              |         |              |              |
| G.1415 | 1616       | 1940      | BJ 124                             | 1948         | G2 1415 |              | [ 3 ] [ 4 ]  |
| G.1416 | 1617       | 1940      | BJ 122                             | 1948         | G2 1416 |              | [ 3 ] [ 4 ]  |
| G.1417 | 1618       | 1937      | TGOJ 66                            | 1957         | G2 1417 | 1973         | 1974         |
| G.1418 | 1619       |           |                                    |              |         |              |              |
| G.1419 | 1620       | 1935      | Staatsmijnen in Limburg (NL) SM 51 |              |         |              | 1953         |
| G.1420 | 1621       | 1937      | TGOJ 67                            | 1957         | G2 1420 | 1973         | 1974         |
| G.1421 | 1622       | 1938      | TGOJ 70                            | 1957         | G2 1421 | 1973         | 1974         |
| G.1422 | 1623       | 1940      | BJ 123                             | 1948         | G2 1422 |              | [ 3 ] [ 4 ]  |
| G.1423 | 1624       | 1935      | Staatsmijnen in Limburg (NL) SM 52 |              | G2 1423 |              | 1949         |
| G.1424 | 1625       | 1940      | BJ 125                             | 1948         | G2 1424 |              | [ 3 ] [ 4 ]  |
| G.1425 | 1626       |           |                                    |              |         |              |              |
| G.1426 | 1627       | 1937      | TGOJ 65                            | 1957         | G2 1426 | 1973         | 1974         |
| G.1427 | 1628       | 1940      | BJ 126                             | 1948         | G2 1427 |              | [ 3 ] [ 4 ]  |

Ab 1919 wurden diese 20 Lokomotiven als Baureihe Ga bezeichnet. Von dieser Serie wurden im Laufe der folgenden Jahre 18 Loks umgebaut, sie erhielten neue Kessel vom Typ B (wie die Type Gb) aus schwedischer Produktion bzw. eine Laufachse. Die zwei nicht umgebauten Ga.1413 und 1414 hießen ab 1942 wieder G.

## Type Gb
Die SJ ließen 1920 und 1923 insgesamt 15 Lokomotiven der Baureihe G von der einheimischen Industrie nachbauen, die als Gb 1449–1453 und 1464–1473 eingereiht wurden. Der Bau erfolgte mit einem verstärkten Kessel des Typs B mit einem Kesseldruck von 12 bar. Durch den leichter gebauten Tender konnte das Gesamtgewicht der Lok auf 111,5 Tonnen verringert werden.
| Nummer  | Hersteller                              | Fabriknummer | ausgemustert | verschrottet |
| ------- | --------------------------------------- | ------------ | ------------ | ------------ |
| Gb.1449 | Nydqvist och Holm                       | 1170/1920    |              | 1975         |
| Gb.1450 | Nydqvist och Holm                       | 1171/1920    |              | 1974         |
| Gb.1451 | Nydqvist och Holm                       | 1172/1920    |              |              |
| Gb.1452 | Nydqvist och Holm                       | 1173/1920    |              | 1975         |
| Gb.1453 | Nydqvist och Holm                       | 1174/1920    |              | 1975         |
| Gb.1464 | Motala Verkstad                         | 698/1923     |              | 1975         |
| Gb.1465 | Motala Verkstad                         | 699/1923     |              | 1975         |
| Gb.1466 | Motala Verkstad                         | 700/1923     |              | 1975         |
| Gb.1467 | Motala Verkstad                         | 701/1923     |              | 1975         |
| Gb.1468 | Motala Verkstad                         | 702/1923     |              | 1975         |
| Gb.1469 | Vagn- & Maskinfabriksaktiebolaget Falun | 304/1923     |              |              |
| Gb.1470 | Vagn- & Maskinfabriksaktiebolaget Falun | 305/1923     |              | 1975         |
| Gb.1471 | Vagn- & Maskinfabriksaktiebolaget Falun | 306/1923     |              |              |
| Gb.1472 | Vagn- & Maskinfabriksaktiebolaget Falun | 307/1923     |              |              |
| Gb.1473 | Vagn- & Maskinfabriksaktiebolaget Falun | 308/1923     |              |              |

## Type Ga2/G2
Bei 16 Lokomotiven der Type Ga wurden zwischen 1929 und 1932 aus Standardisierungsgründen die Originalkessel gegen schwedische Kessel mit der Bezeichnung B getauscht. Dadurch erhielten diese Lok die neue Typenbezeichnung Ga2, die später erneut in G2 geändert wurde. Die Lokomotiven Ga.1410, 1413, 1414 und 1418 wurden nicht umgebaut.
Durch den neuen schwedischen Kessel änderte sich die Gesamtansicht der Lok insoweit, dass die einzelnen Sandkästen und Dampfdome unter einer einzigen Abdeckung verschwanden.
Die zwei Loks Ga.1413 und 1414 hießen ab 1942 wieder G und bekamen 1943 beziehungsweise 1948 B-Tauschkessel und damit die neue Bezeichnung G2.

## Type Ga3/G3/Ga4/G4
In den Jahren 1934 bis 1941 wurden in Deutschland insgesamt 691 G 8.1 mit einer vorderen Laufachse ausgerüstet, um die Höchstgeschwindigkeit zu steigern und die durchschnittliche Achslast zu vermindern.
Auch in Schweden wurden diesbezüglich Versuche unternommen: die Ga.1410 bekam 1940 eine vordere Laufachse und die neue Betriebsnummer Ga3.1410. Sie wurde später zur G3.1410. 1941 folgte die Ga.1418, sie erhielt neben der vorderen Laufachse zudem einen neuen Kessel und wurde zur Ga4.1418 beziehungsweise G4.1418.

## Type G5
Mehrere Lokomotiven der Type Ga wurden im Laufe der Jahre bei den SJ mit geschlossenen Führerhäusern versehen. Diese wurden unter der Type G5 eingereiht.

## Type G6
Unter der Type G6 wurden bei den SJ dann Gb-Lokomotiven geführt, die man ebenso wie die Ga3.1410 mit einer führenden Laufachse (Adamsachse) ausgerüstet hatte.

## Type G bei der TGOJ
Die letzte Bauserie der Reihe wurde an die TGOJ geliefert, die mit den beiden Maschinen Nr. 95 und Nr. 96 die letzten Neubaudampflokomotiven für ihr Streckennetz beschaffte. Sie entsprachen vom Grundsatz der SJ-Bauart Gb, hatten jedoch ein geschlossenes Führerhaus wie die Type G5.
| TGOJ-Nummer | Hersteller                              | Fabriknummer | ausgemustert | verschrottet | Bemerkungen                                               |
| ----------- | --------------------------------------- | ------------ | ------------ | ------------ | --------------------------------------------------------- |
| TGOJ.95     | Vagn- & Maskinfabriksaktiebolaget Falun | 491/1942     |              |              | Museumslok bei GrängesBergsBanornas Järnvägsmuseum (GBBJ) |
| TGOJ.96     | Vagn- & Maskinfabriksaktiebolaget Falun | 492/1942     |              | 1975         |                                                           |

Die Lokomotiven wurden zusammen mit der Type M im Erzzugverkehr zwischen Grängesberg-Malmbangard und Eskilstuna sowie Eskilstuna und Oxelösund eingesetzt. Sie waren in den Betriebswerken Eskilstuna und Kopparberg beheimatet. Für die Museumslok TGOJ.95 ist noch ein B-Kessel von der früheren SJ B.1430 zum Tausch vorhanden.
Die von der SJ übernommenen Ga2 mit B-Kessel wurden bei der TGOJ als Type G3 einsortiert. Nach der Rückgabe an die SJ (siehe Tabelle 1) wurden sie dort wieder in der Typenreihe G2 geführt.